# Asterix og vikingerne (tegnefilm)
 For alternative betydninger, se Asterix og vikingerne. (Se også artikler, som begynder med Asterix og vikingerne)
Asterix og Vikingerne er en film fra 2006, produceret i Frankrig og Danmark. Hele historien om Asterix og Obelix blev skrevet af Stefan Fjeldmark og Jesper Møller, og de var også med til at lave denne film.
Det rekonstruerede vikingesib Gungnir, der er bygget på baggrund af Gokstadskibet, blev brugt til optagelserne.

## Handlingen
Filmen handler om makkerparret Asterix og Obelix, som har fået til opgave at gøre Provoix, høvdingens nevø, til et rigtigt mandfolk. Problemet er, at Provoix er frygtelig bange for stort set alt. Han kender kun til fester og lækre piger. Asterix og Obelix har godt regnet ud, at det bliver svært at gøre ham til et mandfolk, men Provoix indser til sidst, at han faktisk er meget stærk og modig, da han bliver fanget af vikingerne, som tror, at han er frygtens mester, fordi en viking udspionerede ham, hvor Provoix fortalte Asterix og Obelix om sin frygt for alting. Nu gør Asterix og Obelix alt for at få ham tilbage, men Provoix har forelsket sig i vikingehøvdingens datter, Abba. Nu vil Provoix ikke med tilbage, indtil han finder ud af, at Abba faktisk gerne vil med ham til gallernes land, men Provoix bliver nødt til at redde Abba, fordi hun oprindeligt skulle have været gift med en af de andre vikinger, Olaf, så nu må Asterix og Obelix hjælpe Provoix.

## Medvirkende
| Rolle              | Fransk stemme     | Dansk stemme    |
| ------------------ | ----------------- | --------------- |
| Asterix            | Roger Carel       | Jesper Asholt   |
| Obelix             | Jacques Frantz    | Dejan Cukic     |
| Provoix            | Lorànt Deutsch    | David Owe       |
| Abba               | Sara Forestier    | Helle Fagralid  |
| Halgrim Helgrimsøn | Marc Alfos        | Peter Aude      |
| Runograf           | Pierre Palmade    | Martin Brygmann |
| Vikea              | Brigitte Virtudes | Søs Egelind     |
| Majestix           | Vincent Grass     | Søren Spanning  |